# Tambakberas
Tambakberas is een bestuurslaag in het regentschap Gresik van de provincie Oost-Java, Indonesië. Tambakberas telt 1690 inwoners (volkstelling 2010).